# Davide Perona
Davide Perona (Verzuolo, 4 juni 1968) is een Italiaans voormalig professioneel wielrenner. Hij reed voor onder meer ZG Mobili, Gewiss en Lampre.
Hij behaalde geen enkele professionele overwinning maar won wel in enkele kleinere Italiaanse koersen.

## Belangrijkste overwinningen
1988
Gran Premio Industrie del Marmo
1990
1e etappe Ronde van de Aostavallei

## Resultaten in voornaamste wedstrijden
| Jaar | Ronde van Italië | Ronde van Frankrijk | Ronde van Spanje |
| ---- | ---------------- | ------------------- | ---------------- |
| 1991 | 112e             |                     |                  |
| 1992 | 50e              |                     |                  |
| 1993 |                  |                     |                  |
| 1994 |                  | 46e                 |                  |
| 1995 |                  | 81e                 |                  |
| 1996 | 67e              | 50e                 |                  |

| Jaar | Milaan-San Remo | Gent-Wevelgem | Amstel Gold Race | Luik-Bast.‑Luik | Ronde van Lombardije |
| ---- | --------------- | ------------- | ---------------- | --------------- | -------------------- |
| 1991 |                 |               |                  |                 | 66e                  |
| 1992 | 191e            |               |                  |                 |                      |
| 1993 | 97e             |               | 86e              | 82e             |                      |
| 1994 | 67e             | 28e           |                  | 35e             |                      |
| 1995 |                 |               |                  |                 |                      |
| 1996 |                 |               |                  |                 |                      |